# العلاقات الأردنية الباكستانية
العلاقات الأردنية الباكستانية هي العلاقات الثنائية التي تجمع بين الأردن وباكستان.

## مقارنة بين البلدين
هذه مقارنة عامة ومرجعية للدولتين:
| وجه المقارنة                                              | الأردن                   | باكستان                     |
| --------------------------------------------------------- | ------------------------ | --------------------------- |
| المساحة (كم2)                                             | 89.34 ألف                | 881.91 ألف                  |
| عدد السكان (نسمة)                                         | 9.81 مليون               | 197.02 مليون                |
| الكثافة السكانية (ن./كم²)                                 | 109.81                   | 223.4                       |
| العاصمة                                                   | عمان                     | إسلام آباد                  |
| اللغة الرسمية                                             | اللغة العربية            | لغة إنجليزية، اللغة الأردية |
| العملة                                                    | دينار أردني              | روبية باكستانية             |
| الناتج المحلي الإجمالي (بليون دولار)                      | 40.07 مليار              | 304.95 مليار                |
| الناتج المحلي الإجمالي (تعادل القوة الشرائية) بليون دولار | 82.80 مليار              | 946.67 مليار                |
| الناتج المحلي الإجمالي الاسمي للفرد دولار أمريكي          | 4.94 ألف                 | 1.43 ألف                    |
| الناتج المحلي الإجمالي للفرد دولار أمريكي                 | 12.05 ألف                | 4.81 ألف                    |
| مؤشر التنمية البشرية                                      | 0.748                    | 0.538                       |
| رمز المكالمات الدولي                                      | +962                     | +92                         |
| رمز الإنترنت                                              | .jo                      | .pk                         |
| المنطقة الزمنية                                           | ت ع م+02:00، ت ع م+03:00 | ت ع م+05:00                 |

## مدن متوأمة
في ما يلي قائمة باتفاقيات التوأمة بين مدن أردنية وباكستانية:
- ترتبط عمان مع إسلام آباد باتفاقية توأمة منذ 1994.[14][14][15][14]

## منظمات دولية مشتركة
يشترك البلدان في عضوية مجموعة من المنظمات الدولية، منها:
| علم المنظمة | اسم المنظمة                                                | تاريخ انضمام الأردن | تاريخ انضمام باكستان |
| ----------- | ---------------------------------------------------------- | ------------------- | -------------------- |
|             | وكالة ضمان الاستثمار متعدد الأطراف                         | 12 أبريل 1988       | 12 أبريل 1988        |
|             | منظمة التعاون الإسلامي                                     | ?                   | ?                    |
|             | منظمة الشرطة الجنائية الدولية                              | ?                   | ?                    |
|             | منظمة حظر الأسلحة الكيميائية                               | ?                   | ?                    |
|             | منظمة التجارة العالمية                                     | ?                   | ?                    |
|             | الأمم المتحدة                                              | 14 ديسمبر 1955      | 30 سبتمبر 1947       |
|             | العملية المشتركة للاتحاد الأفريقي والأمم المتحدة في دارفور | ?                   | ?                    |
|             | مؤسسة التمويل الدولية                                      | 20 يوليو 1956       | 20 يوليو 1956        |
|             | يونسكو                                                     | 14 يونيو 1950       | 14 سبتمبر 1949       |
|             | البنك الدولي للإنشاء والتعمير                              | 29 أغسطس 1952       | 11 يوليو 1950        |
|             | المركز الدولي لتسوية المنازعات الاستشارية                  | 29 نوفمبر 1972      | 15 أكتوبر 1966       |
|             | الاتحاد البريدي العالمي                                    | ?                   | ?                    |
|             | الاتحاد الدولي للاتصالات                                   | 20 مايو 1947        | 26 أغسطس 1947        |

## أعلام
هذه قائمة لبعض الشخصيات التي تربطها علاقات بالبلدين:
- بديعة بنت الحسن (28 مارس 1974 – )
- ثروت الحسن (أميرة أردنية، عقيلة الأمير الحسن بن طلال، 24 يوليو 1947 – )
- راشد بن الحسن (20 مايو 1979 – )
- سمية بنت الحسن (أميرة أردنية، ابنة الأمير الحسن بن طلال، 14 مايو 1971 – )

## وصلات خارجية
- موقع وزارة الخارجية الأردنية
- موقع وزارة الخارجية الباكستانية